# Marco Torrès
Marcos Torres Candela, més conegut com a Marco Torrès (Sidi Bel Abbès, Algèria, 22 de gener de 1888 – Marsella, 15 de gener de 1963) va ser un gimnasta artístic espanyol de naixement, però francès d'adopció, que va competir a començaments del segle xx.
El 1912 va prendre part en els Jocs Olímpics d'Estocolm, on va disputar la prova del concurs complet individual del programa de gimnàstica, que finalitzà en setena posició.
Vuit anys més tard, un cop finalitzada la Primera Guerra Mundial, va disputar els Jocs d'Anvers, on guanyà la medalla de plata en el concurs complet individual, i la de bronze en el concurs complet per equips del programa de gimnàstica.
En el seu palmarès destaquen 6 medalles d'or, 5 de plata i una de bronze als Campionats del Món de gimnàstica artística entre 1909 i 1922.